# Scottish League One 2014/15
Die Scottish League One wurde 2014/15 zum zweiten Mal als dritthöchste Fußball-Spielklasse der Herren in Schottland ausgetragen. Die Liga war nach der Premiership und Championship eine der vier Ligen in der 2013 gegründeten Scottish Professional Football League. Gefolgt wurde die League One von der League Two. Die Saison wurde von der Scottish Professional Football League geleitet und begann am 9. August 2014. Die Spielzeit endete mit dem 36. Spieltag im Mai 2015.
In der Saison 2014/15 traten zehn Klubs an insgesamt 36 Spieltagen gegeneinander an. Jedes Team spielte jeweils zweimal zu Hause und auswärts gegen jedes andere Team. Als Aufsteiger aus der letztjährigen League Two kam der FC Peterhead in die League One sowie Stirling Albion, der die Relegation gegen den FC East Fife gewann. Der Absteiger aus der vorherigen Championship Greenock Morton komplettierte das Teilnehmerfeld.

## Vereine

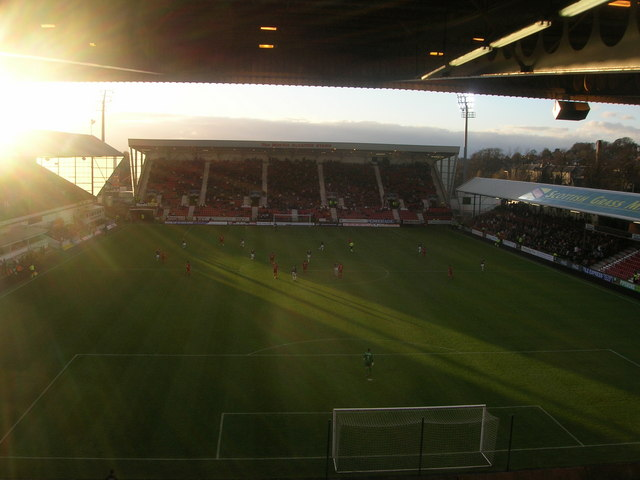
East End Park

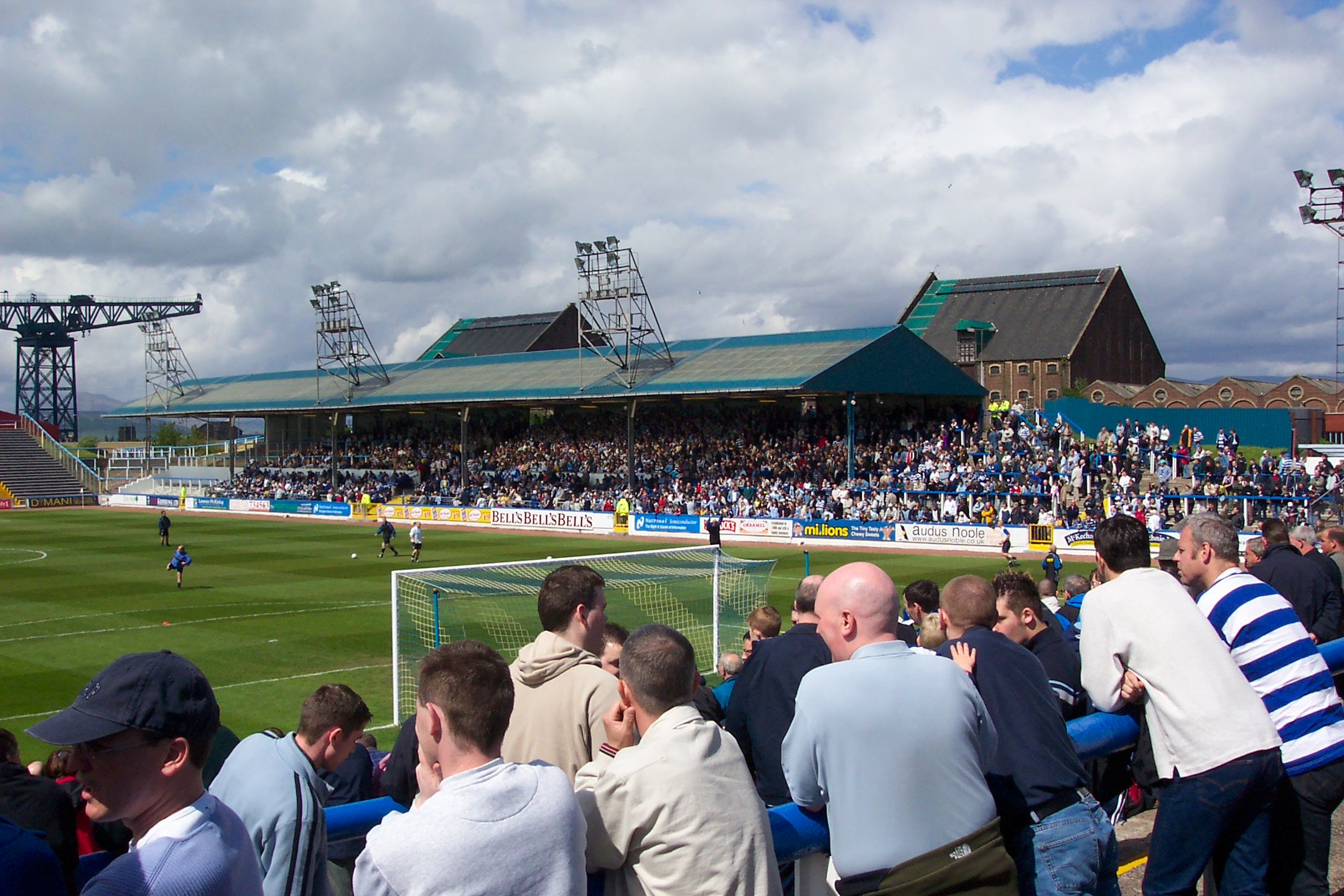
Cappielow Park

| Verein               | Stadt         | Stadion           | Kapazität |
| -------------------- | ------------- | ----------------- | --------- |
| Airdrieonians FC     | Airdrie       | Excelsior Stadium | 10.171    |
| Ayr United           | Ayr           | Somerset Park     | 10.185    |
| Brechin City         | Brechin       | Glebe Park        | 03.960    |
| Dunfermline Athletic | Dunfermline   | East End Park     | 11.780    |
| FC Peterhead         | Peterhead     | Balmoor Stadium   | 04.000    |
| FC Stenhousemuir     | Stenhousemuir | Ochilview Park    | 03.746    |
| FC Stranraer         | Stranraer     | Stair Park        | 02.988    |
| Forfar Athletic      | Forfar        | Station Park      | 06.777    |
| Greenock Morton      | Greenock      | Cappielow Park    | 11.612    |
| Stirling Albion      | Stirling      | Forthbank Stadium | 03.808    |

## Statistiken

### Abschlusstabelle
| Pl. | Verein               | Sp. | S  | U  | N  | Tore    | Diff. | Punkte |
| --- | -------------------- | --- | -- | -- | -- | ------- | ----- | ------ |
| 1.  | Greenock Morton (A)  | 36  | 22 | 3  | 11 | 065:400 | +25   | 69     |
| 2.  | FC Stranraer         | 36  | 20 | 7  | 9  | 059:380 | +21   | 67     |
| 3.  | Forfar Athletic      | 36  | 20 | 6  | 10 | 059:410 | +18   | 66     |
| 4.  | Brechin City         | 36  | 15 | 14 | 7  | 058:460 | +12   | 59     |
| 5.  | Airdrieonians FC     | 36  | 16 | 10 | 10 | 053:390 | +14   | 58     |
| 6.  | FC Peterhead (N)     | 36  | 14 | 9  | 13 | 051:540 | −3    | 51     |
| 7.  | Dunfermline Athletic | 36  | 13 | 9  | 14 | 046:480 | −2    | 48     |
| 8.  | Ayr United           | 36  | 9  | 7  | 20 | 045:600 | −15   | 34     |
| 9.  | FC Stenhousemuir     | 36  | 8  | 5  | 23 | 042:630 | −21   | 29     |
| 10. | Stirling Albion (N)  | 36  | 4  | 8  | 24 | 035:840 | −49   | 20     |

Platzierungskriterien: 1. Punkte – 2. Tordifferenz – 3. geschossene Tore – 4. Direkter Vergleich (Punkte, Tordifferenz, geschossene Tore)
| Saison 2014/15 |

| Zum Saisonende 2013/14 |                                              |
| (A)                    | Absteiger aus der letztjährigen Championship |
| (N)                    | Liganeuling: Aufsteiger aus der League Two   |

## Relegation
Teilnehmer an den Relegationsspielen sind der Neuntplatzierte aus der diesjährigen League One, der FC Stenhousemuir, sowie drei Mannschaften aus der League Two, der FC Queen’s Park, FC Arbroath und FC East Fife. Die Sieger der ersten Runde spielen in der letzten Runde um einen Platz für die folgende Scottish-League-One-Saison 2015/16.
Erste Runde
Die Spiele wurden am 6. und 9. Mai 2015 ausgetragen.
|              | Gesamt |                  | Hinspiel | Rückspiel |
| ------------ | ------ | ---------------- | -------- | --------- |
| FC East Fife | 2:4    | FC Stenhousemuir | 1:1      | 1:3       |
| FC Arbroath  | 2:3    | FC Queen’s Park  | 2:2      | 0:1       |

Zweite Runde
Die Spiele wurden am 13. und 16. Mai 2015 ausgetragen.
|                 | Gesamt |                  | Hinspiel | Rückspiel |
| --------------- | ------ | ---------------- | -------- | --------- |
| FC Queen’s Park | 1:2    | FC Stenhousemuir | 0:1      | 1:1       |